# Michał Skuraszewski
Michał Skuraszewski (ur. w XVIII wieku) – nadworny malarz biskupa Ignacego Krasickiego, autor fresków w zamku biskupim w Lidzbarku Warmińskim.

## Życie
Michał Skuraszewski został zatrudniony w latach 1790-1792 przez biskupa warmińskiego Ignacego Krasickiego do prac dekoracyjnych na zamku biskupów warmińskich w Lidzbarku Warmińskim, obok malarzy Walentego Śliwickiego i Clossego z Warmii. W drugiej poł. 1791 roku przebywał w Londynie, gdzie opiekował się nim minister pełnomocny w Królestwie Wielkiej Brytanii Franciszek Bukaty.

## Twórczość
Michał Skuraszewski wykonał freski, arabeski, supraporty i inne dekoracje w stylu klasycystycznym w pokojach i salach zamkowych oraz kopie obrazów olejnych, które biskup chciał mieć w swoich apartamentach. „Bibliotekę dolną” zamku ozdobił malowidłami przedstawiającymi reliefy z Herkulanum.
Tłumaczył też literaturę angielską na język polski, m.in. utwory Alexandra Pope'a.